# Ambrus Balogh
Pour les articles homonymes, voir Balogh.
Ambrus Balogh, né le 12 août 1915 à Csengerújfalu et mort le 6 juillet 1978 à Budapest, est un tireur sportif hongrois.

## Carrière
Aux Jeux olympiques d'été de 1952 à Helsinki, il est médaillé de bronze au tir au pistolet à 50 mètres.